# 헨리 카
헨리 카(Henry Carr, 1942년 11월 27일 ~ 2015년 5월 29일)는 전 아프리카계 미국인 단거리 육상 선수로 1964년 도쿄 올림픽 2관왕이다.

## 어린 시절과 경력
앨라배마주 몽고메리에서 태어나 디트로이트로 이주하여 자라온 카는 애리조나 주립 대학교에서 자신의 육상 재능을 보이기 전에 디트로이트의 노스웨스턴 고등학교에서 100m를 9.3초로 달린 주립 챔피언이었다.
애리조나 주립 선데빌즈를 위해 활약하는 동안 200m, 220 야드와 1760 야드 릴레이에서 세계 기록들과 함께 3개의 국내 타이틀을 우승하였다. 1963년 200m의 NCAA 타이틀을 20.5초로 우승하고, 같은 해 국내 타이틀을 위하여 폴 드레이턴과 동등하게 20.69초로 달렸다. 그 시즌에 2번이나 세계 기록을 세웠다 - 20.4초(200m)와 3일 후 삼각 대학 대회에서 20.3초(220 야드).
그는 1964년에 더 빨리 달리면서 220 야드의 세계 기록 20.2초를 세운다. 트랙 앤드 필드 뉴스는 그를 두번이나 "200m에서 세계 최고"(1963, 1964)로 등급을 매겼다.

## 1964년 하계 올림픽
도쿄 올림픽에서 카는 자신의 위대한 명예를 이루게 되는 데, 200m 금메달을 획득하고 나서 1600m 릴레이에서 최종 주자로서 세계 기록 3분 00.7초를 세워 또 하나의 우승을 안겼다.

## 미식축구 선수 경력
올림픽에 이어 카는 NFL 미식축구 선수로 활약하였다. 1965년 NFL 신인 선수 선택 제도에서 뉴욕 자이언츠에 뽑혀 코너백으로서 3개의 시즌을 뛰었다.

## 이후 생애
2015년 5월 29일 조지아주 그리핀에서 암으로 사망하였다.
1. ↑  Metcalfe, Jeff. “ASU, Olympic track champion Henry Carr dies at 73” (미국 영어). 2022년 3월 9일에 확인함.